# Gerrit Adriaan Fokker
Gerrit Adriaan Fokker (Middelburg, 17 december 1811 - Middelburg, 24 augustus 1878) was een Nederlands politicus en Thorbeckiaans Tweede Kamerlid.
Fokker, lid van de patriciaatsfamilie Fokker, was een Zeeuws Tweede Kamerlid uit het midden van de negentiende eeuw. Na zijn rechtenstudie in Leiden werd hij advocaat en procureur in Middelburg. Hij kwam in 1849 als Thorbeckiaan in de Tweede Kamer, maar zijn Kamerlidmaatschap zou diverse malen worden onderbroken. Enige tijd was hij kantonrechter en later gedeputeerde van Zeeland. Hij was een deskundige in de Kamer op het gebied van de Staatsloterij en het bankwezen. Buiten de politiek was hij actief op muzikaal gebied en in diverse genootschappen.

## Tweede Kamer
| Periode |
| --- |
| 15-02-1849 t/m 19-08-1850 27-02-1865 t/m 18-09-1866 20-09-1866 t/m 30-09-1866 19-11-1866 t/m 02-01-1868 25-02-1868 t/m 16-09-1870 |

- Biografisch Portaal: 07259705
- Digitale Bibliotheek voor de Nederlandse Letteren: fokk012
- International Standard Name Identifier: 0000 0000 8432 2699
- Library of Congress Control Number: no91030831
- Nederlandse Thesaurus van Auteursnamen: 070036608
- Parlement.com: vg09ll0q1sz1
- Virtual International Authority File: 19245697
- WorldCat: E39PBJp9q73KhGHxQqCqWJfDv3